# Miodrag Gvozdenović
Miodrag Gvozdenović (Nikšić, 19 de septiembre de 1944-Subotica, 8 de mayo de 2021) fue un jugador de voleibol yugoslavo que formó parte de la Selección de voleibol de Yugoslavia.

## Biografía
Nació en Nikšić el 19 de septiembre de 1944. Comenzó su carrera jugando voleibol en el Sutjeska Volleyball Club. 
Después de jugar para equipos amateurs, se trasladó a la rama de voleibol del Spartak Subotica con el que ganó el título de campeón en el campeonato de voleibol de Yugoslavia en la temporada 1974/75, y luego el tercer lugar en la Copa de Europa en 1976. Tras retirarse como jugador comenzó su carrera como entrenador, bajo esta profesión entrenó al Spartak Subotica, luego trabajó como profesor de educación física en la Facultad de Economía de la Universidad de Novi Sad hasta su jubilación.
Ganó el Premio al Atleta del Año en 1975, el Premio de Octubre de Subotica en 1975, la Carta del Municipio de Nikšić, la insignia de oro de la Asociación para la Cultura Física de Yugoslavia y muchos otros premios.
Jugó para la selección nacional de Yugoslavia en tres Campeonatos Europeos (1967, 1971 y 1975), jugó 25 partidos, así como 11 partidos en la Copa del Mundo de 1970. También jugó en los Juegos Universitarios en 1973. Ganó una medalla de bronce en los Campeonatos de Europa de 1975, medallas de oro en los Juegos del Mediterráneo en 1967 y 1975 y una de plata (1974) y cinco medallas de bronce en los Campeonatos de los Balcanes (1970, 1971, 1973, 1975 y 1976).
Falleció el 8 de mayo de 2021 en Subotica.